# قلب الأميرة جوان

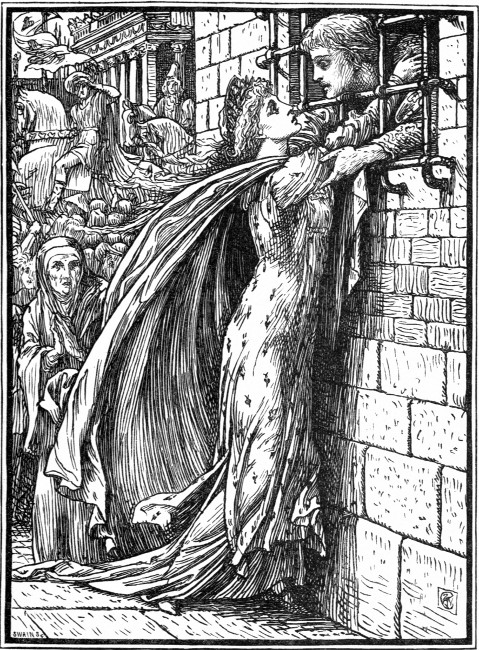
Illustration by Walter Crane for The Heart of Princess Joan, depicting Joan realizing Prince Michael is her beloved.

«قلب الاميرة جوان» (بالإنجليزية: The Heart of Princess Joan)‏، هي حكاية من القرن التاسع عشر ونشرت عام 1880 كجزء من مجموعة عقد الأميرة "فيوريموند" وبعض من القصص الأخرى، وهذه تكون المجموعة الثانية من أصل ثلاثة للمؤلفة المعروفة لدى الأطفال ماري دي مورغان، وتم تقديم الرسوم التوضيحية من قبل والتر كرين.

## ملخص القصة
تبدأ الحكاية من عند الملك فاحش الثراء وزوجته الملكة حيث يعيشون بسعادة، كانت الملكة تنظر باستصغار وازدراء للجنيات. وعندما أنجبت الملكة طفلة تدعى "جوان"، سرقت الجنيات الحاقدات قلب الطفلة الصغيرة "جوان". كبرت "جوان" لتصبح أجمل فتاة في البلد، لكنها لم تحب أحداً.

## بعض من مؤلفات ماري دي مورغان
- (بالإنجليزية: On a Pincushion)‏ (1877)
- (بالإنجليزية: The Necklace of Princess Fiorimonde and other Stories)‏ (1880)
- (بالإنجليزية: The Windfair)‏ (1900)